# Xã South Meadow, Quận Williams, Bắc Dakota
Xã South Meadow (tiếng Anh: South Meadow Township) là một xã thuộc quận Williams, tiểu bang Bắc Dakota, Hoa Kỳ. Năm 2010, dân số của xã này là 23 người.